# Johann Valerian Fischer
Johann Valerian Fischer († 23. November 1716 in Lauterstein) war ein deutscher Verwaltungsjurist, der von 1678 bis 1698 als Amtsschösser und später als Justizamtmann im sächsischen Amt Lauterstein tätig war.

## Leben
Er war Schüler in Gera und studierte Rechtswissenschaften an der Universität Wittenberg. Danach wurde er kursächsischer Regierungssekretär in Dresden und wechselte 1678 als Amtsschösser in das Erzgebirge.
Der spätere sächsische Bergbeamte und Bürgermeister Johann Ludwig Valerian Fischer (* 1693) war sein Sohn.